# 2012 en santé et médecine
| Années de la santé et de la médecine : 2009 - 2010 - 2011 - 2012 - 2013 - 2014 - 2015    |
| Décennies de la santé et de la médecine : 1980 - 1990 - 2000 - 2010 - 2020 - 2030 - 2040 |

Cet article présente les faits marquants de l'année 2012 en santé et médecine.

## Événements
- La connaissance des virus est améliorée : la métagénomique (étude des génomes de tous les microorganismes présents à un moment donné dans un environnement donné) se développe, et révèle une grande diversité génétique des virus. L'évolution des virus à l'échelle des temps géologique est également étudiée[1].
- Inauguration le 31 janvier du centre de recherche biomédicale Clinatec.

## Décès
- 13 janvier : Henri Collard (né en 1928), médecin et homme politique français.
- 4 mars : Didier Destal (né en 1947), psychiatre français.
- 26 juin : Albert Netter (né en 1910), médecin français, spécialiste de gynécologie et d'endocrinologie.
- 26 novembre : Joseph Murray (né en 1919), médecin et chirurgien américain, lauréat du prix Nobel de physiologie ou médecine en 1990 pour la réalisation de la première transplantation rénale réussie au monde.